# Antonina transvaalensis
Antonina transvaalensis är en insektsart som beskrevs av Charles Kimberlin Brain 1915. Antonina transvaalensis ingår i släktet Antonina och familjen ullsköldlöss. Inga underarter finns listade i Catalogue of Life.